# タイムズスクエア・タワー
タイムズスクエア・タワー（Times Square Tower）は、アメリカ合衆国ニューヨーク市マンハッタン区タイムズスクエア7号に位置する47階、726フィート (221 m)のオフィスビルである。西41丁目と42丁目、7番街とブロードウェイに囲まれた区画に建つ。
建設は2002年に始まり、2004年に完成した。このタワーにはA等級のオフィススペースがある。タイムズスクエア・タワーの有名な施設は、建物の壁に掛かっているいくつかの看板である。ほとんどの看板が土台近くに建てられているが、4階にある広告はビルの中央部に基礎がある。2011年末ごろ、屋上付近の壁掛け看板が電子看板に変わった。また建物のジグザクな外貌でも有名である。
もともとこのビルにはアーサー・アンダーセンが入居する予定で2000年10月にリース契約を結んでいたが、2002年に起こったエンロン社事件によって契約解除した。

## 主なテナント
- アルレクサニー社 (投資会社)
- アン・テイラー (衣料店)[4]
- アシャーストLLP (法律事務所)[5]
- マナット, フェルプス&フィリップス (法律事務所)[6]
- オ・メルヴェニー&メイヤーズ (法律事務所)[7]
- 国際銀行間通信協会 (金融機関協会)[8]